# Классен, Памела
Памела Классен (англ. Pamela E. Klassen; род. 1967[…]) — канадский религиовед, специалист по современному религиозному многообразию в Северной Америке. Доктор философии (1997), профессор Торонтского университета, где сотрудничает с 1997 года. Член Королевского общества Канады (2019).
Лауреат премии Аннелизы Майер (2015).
Окончила Университет Макгилла (бакалавр политологии с первоклассным отличием, 1989). Степень магистра в области религии и культуры с отличием получила в Университете Уилфрида Лорье в 1992.
Докторскую степень в области антропологии религии с отличием получила в Университете Дрю.
С того же 1997 года работает на кафедре религиоведения Университета Торонто, с 2011 также фул-профессор на кафедре антропологии.
В 2013 году стала избранным членом Американского общества по изучению религии. Лауреат Northrop Frye Award (2015).
Исследования посвящены современным религиозным явлениям, уделяя особое внимание таким проблематикам, как религия и медицина, женщины и религия, а также современное христианство. За свою книгу Spirits of Protestantism (Berkeley: University of California Press, 2011) удостоилась премии Американской академии религии за выдающиеся достижения в области аналитико-описательных исследований в 2012 году. Автор The Story of Radio Mind: A Missionary’s Journey on Indigenous Land (University of Chicago Press, 2018) {Рец.}.